# Cornel Dinu
Cornel Dinu (* 2. srpna 1948, Târgoviște) byl rumunský fotbalista.
Hrál na postu obránce za Dinamo Bukurešť. Hrál na MS 1970.

## Hráčská kariéra
Cornel Dinu hrál na postu obránce či defenzivního záložníka za Dinamo Bukurešť.
Za Rumunsko hrál 67 zápasů a dal 3 góly. Hrál na MS 1970.

## Trenérská kariéra
Dinu několikrát trénoval Dinamo Bukurešť. Trénoval i rumunskou reprezentaci.

## Úspěchy

### Hráč
Dinamo București
- Liga I (6): 1970–71, 1972–73, 1974–75, 1976–77, 1981–82, 1982–83
- Cupa României (2): 1967–68, 1981–82

Individuální
- Rumunský fotbalista roku (3): 1970, 1972, 1974

### Trenér
Dinamo București
- Liga I (1): 1999–2000
- Cupa României (2): 1999–2000, 2000–01